# Flashback forum
Flashback Forum es un foro de internet sueco. Fue creado por Jan Axelsson en el año 2000. Hoy en día es una de las páginas web más visitadas en Suecia (Alexa Internet rango 15 en Suecia y 4128 en el mundo). El propósito de Flashback Forum es según su eslogan Libertad de expresión, de verdad. Hoy tiene 800000 miembros que escriben 150000-200000 mensajes cada día. Cada semana tiene aproximadamente 2 millones de visitantes. Tiene un poco de mala reputación por su origen abigarrado de gente rara, incluyendo anarquistas, neonazistas y skinheads  y el hecho que muchos de los artículos pueden ser groseros u ofensivos.

## Reglas
Flashback tiene algunas reglas para mantener el orden en las discusiones. Primero existen para prohibir cosas como pornografía infantil, el tráfico de drogas, la incitación al odio racial y la proliferación de los virus informáticos y los troyanos. También pide que los miembros sigan el Netiquette. Los que violan las reglas pueden recibir advertencias por unas violaciones menores o pueden tener su cuenta bloqueada.

## Creación
Históricamente empezó como una revista punk en 1983 que se llamaba Dead or Alive. Trató mucho de la cultura y la música skinhead. La revista se puso en marcha en el internet en el año 1995 esta vez llamada Flashback. Flashback debe referirse a un trip de LSD o algo completamente diferente. Según los creadores se supone que tiene un doble sentido.
El sitio que hoy se llama Flashback Forum fue creado en 2000 y existe todavía. Adoptó el nombre después de una unión de los foros ‘’Flashback konferenser’’ y ‘’Flashback konferensforum’’.  Los dos existeron simultáneamente por algún tiempo antes de unirse.

## Eliminaciones
Muy poco desde su creación Flashback recibió unas reacciones de los medios de comunicación tradicionales por su actitud liberal hacia cualquier tema y fue eliminado en 2001. Los que estaban detrás de la eliminación eran primero los políticos Björn Fries y Lennarth Eriksson que pensaban que lo que hacía Flashback era ilegal y que era un sitio para porno violento y neonazismo. 
Flashback finalmente volvió durante el fin del año 2001. 
Otra gente intentaba eliminar Flashback pero todavía está disponible en el internet.

## Artículos famosos
En 2008 Flashback intensamente vigiló “Los asesinatos en Arboga’’ lo cual resultó en una proliferación de evidencia desaparecida. 
Otra cosa que hizo Flashback fue ayudar con el caso de ‘’Las violaciones en Bjästa’’ en 2011 cuando un chico de 15 años fue acusado de violar a una chica menor. La gente en Flashback era la primera que le daba atención al caso. Resultó que era culpable.
En el mismo año Flashback también reveló que algunas de las fotos de naturaleza de Terje Hellesø eran falsas.